# Callum McCarthy
Callum McCarthy (29 de febrero de 1944) es economista y empresario británico. Fue presidente de la Autoridad de Servicios Financieros británica entre 2003 y 2008. Actualmente es miembro del consejo de administración de la compañía Promontory Financial Group en Reino Unido.

## Biografía
McCarthy estudió en el Mánchester Grammar School y más tarde se graduó en Economía por el Merton College de la Universidad de Oxford. Es doctor en Economía por la Universidad de Stirling y máster por la Graduate School of Business de la Universidad Stanford, donde fue sloan fellow. Está casado y tiene tres hijos. Además es un entusiasta de la apicultura.

### Carrera
Callum McCarthy ha trabajado para el sector privado como directivo y alto ejecutivo. También ha desempeñado puestos en organismos públicos, como en la Autoridad de Servicios Financieros (FSA), de Reino Unido, entre 2003 y 2008:
- 1965-1972 - Investigación y análisis económico en la corporación química ICI.
- 1972–1985 – Departamento de Comercio e Industria, a las órdenes de Roy Hattersley como Secretario de Estado de Precios y Protección al Consumidor y de Norman Tebbit como Secretario de Estado de Comercio e Industria.
- 1985-1989 – Director de Finanzas corporativas del banco de inversión Kleinwort Benson.
- 1989-1998 – Directivo del banco Barclays, tanto en la banca de inversión BZW como en la dirección primero de Barclays Japón y más tarde en América del Norte.
- Septiembre 1998 – director general del regulador gasista Ofgas.[5]
- 1999 - Director Ejecutivo del nuevo regulador de energía Ofgem, donde supervisó la introducción de una mayor competencia en los mercados de gas y electricidad.
- Septiembre 2003 – Presidente de la Autoridad de Servicios Financieros (FSA), de Reino Unido.[6]
- Octubre 2008 – miembro del consejo de HM Treasury.
- Actual – Presidente No ejecutivo de Castle Trust.[7]